# آگنیه‌شکا ویتوویچ-وسلو
آگنیه‌شکا وُیتوویچ-وُسلو (لهستانی: Agnieszka Wojtowicz-Vosloo؛ زادهٔ ۱۹۷۵ میلادی) یک کارگردان فیلم و فیلم‌نامه‌نویس لهستانی-آمریکایی است.
از فیلم‌ها یا مجموعه‌های تلویزیونی که وی در آن‌ها نقش داشته‌است می‌توان به پس از زندگی اشاره نمود.